# نگارخانه ملی اسکاتلند
نگارخانه ملی اسکاتلند (به انگلیسی: Scottish National Gallery) که در گذشته با نام National Gallery of Scotland هم خوانده می‌شد، یک نگارخانهٔ ملی در مرکز ادینبرا است. معمار این نگارخانه ویلیام هنری پلیفر بود که آن را به سبک معماری نئوکلاسیک طراحی کرد. این نگارخانه در ۱۸۵۹ برای عموم گشایش یافت.
در این نگارخانه مجموعه‌های ملی هنرهای زیبا از اسکاتلند و دیگر کشورها از آغاز رنسانس تا سدهٔ ۲۰ میلادی نگهداری می‌شود.

## هنرمندان
از جمله هنرمندانی که بخشی از آثارشان در این نگارخانه است می‌توان به:
- تیسین
- جان لورنتسو برنینی
- ساندرو بوتیچلی
- پل سزان
- آنتونی فان دیک
- پل گوگن و بسیاری هنرمندان دیگر

## گزیده آثار

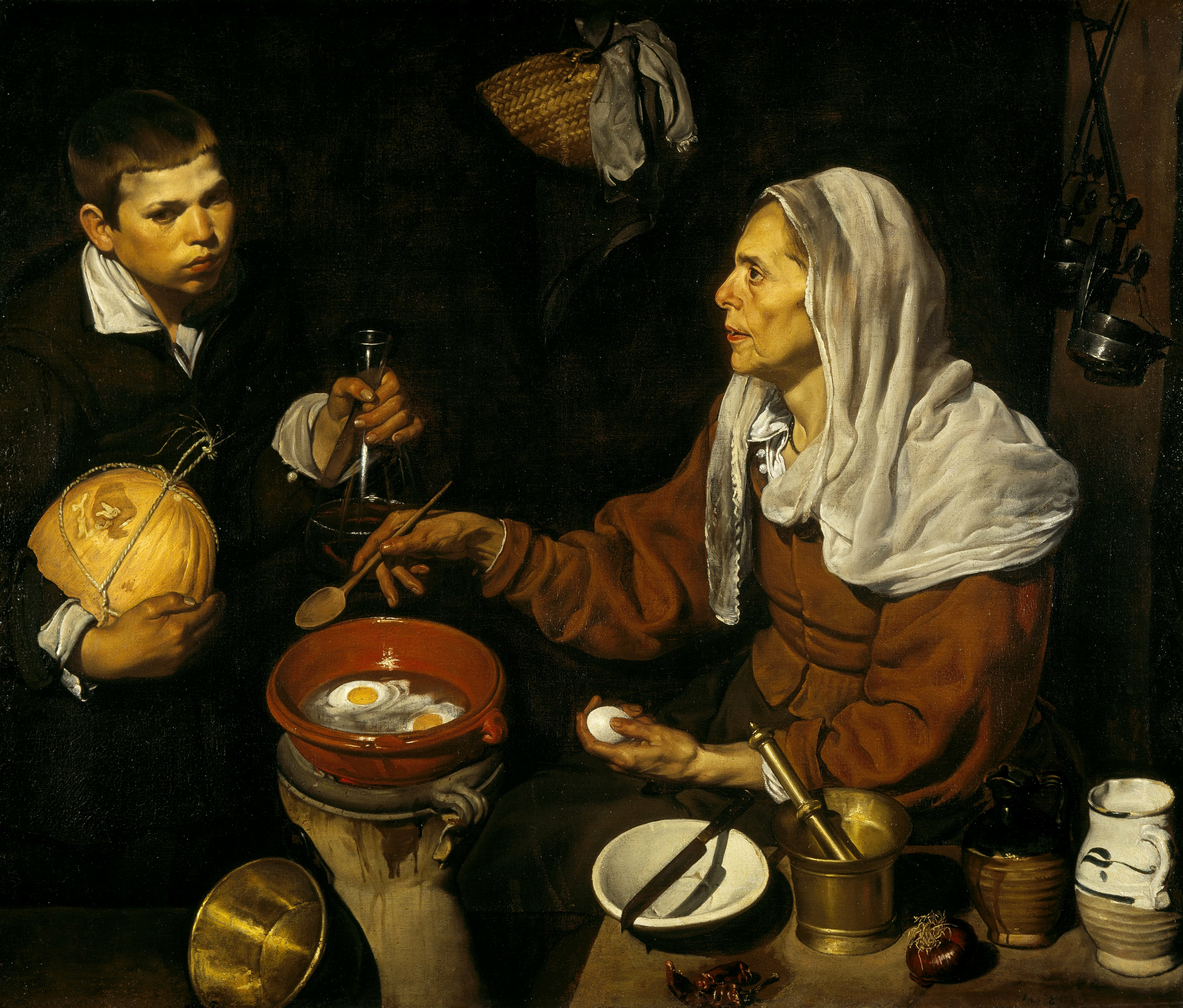
پیرزن در حال آماده کردن تخم‌مرغ تنگاب‌پز حدود ۱۶۱۸ م. اثر دیه‌گو ولاسکز
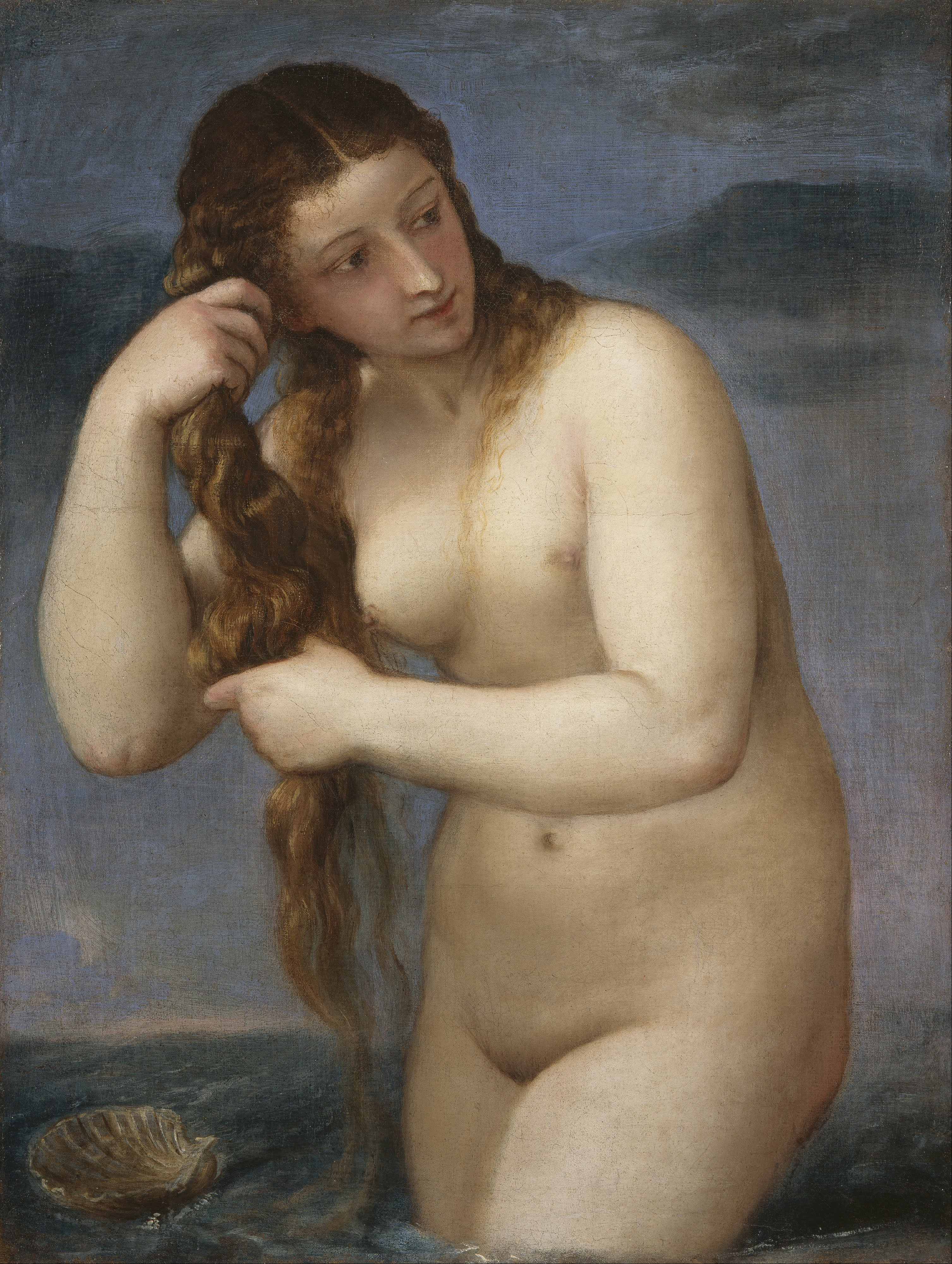
سر برکشیدن ونوس از قعر دریا ۱۵۲۰ م. اثر تیسین
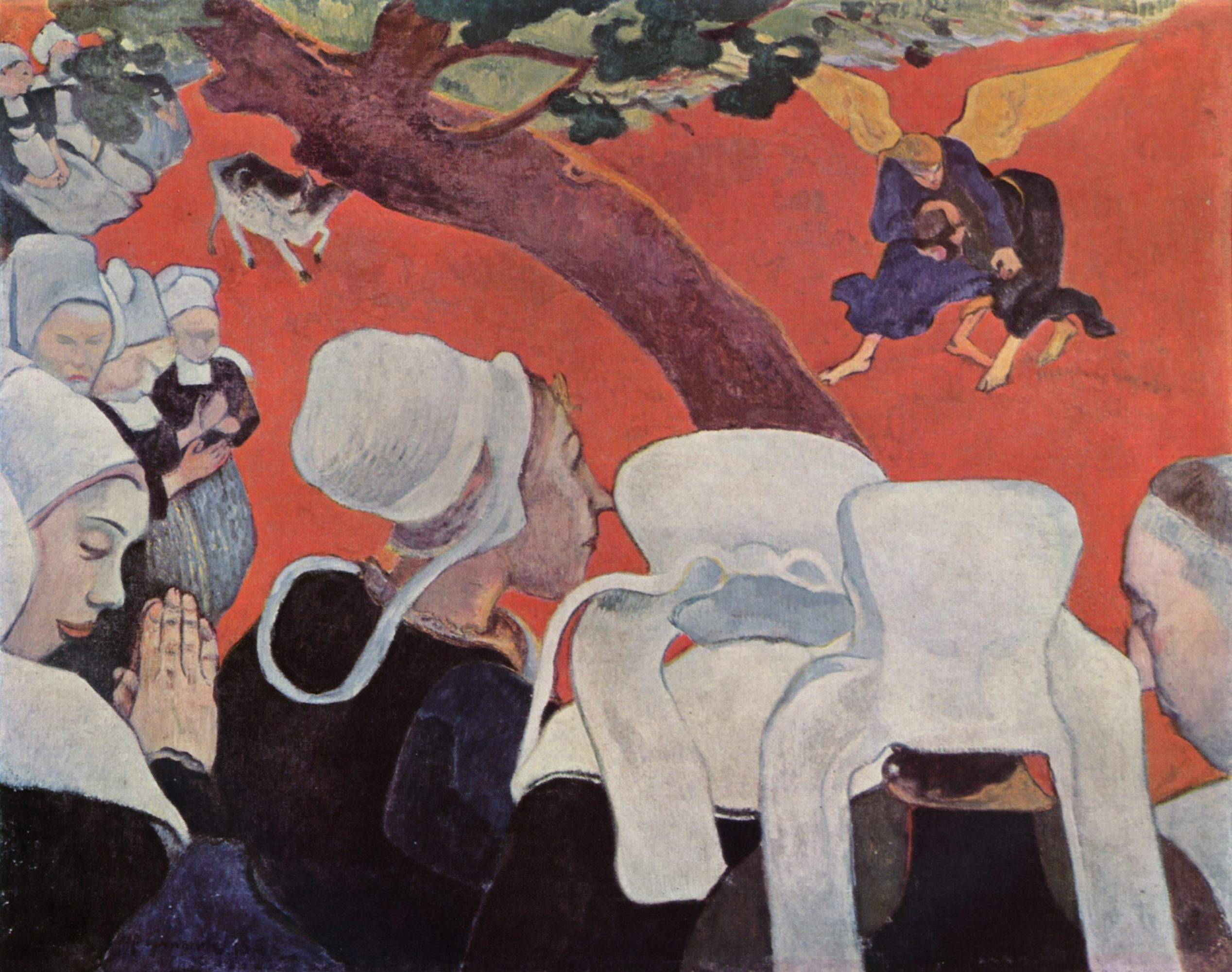
تصور پس از خطبه ۱۸۸۸ م. اثر پل گوگن
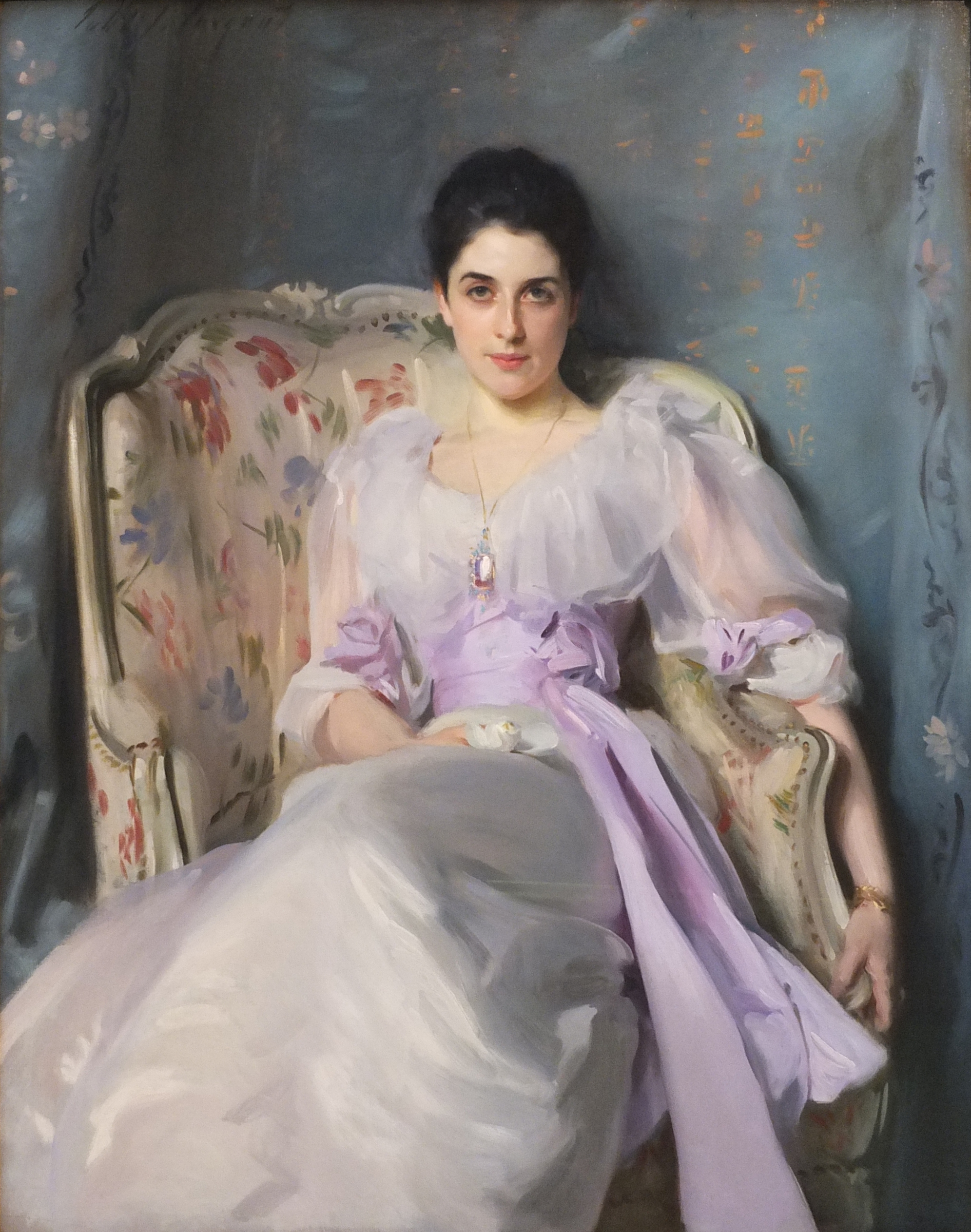
بانو اگنیو لاکنو ۱۸۹۲ م. جان سینگر سارجنت
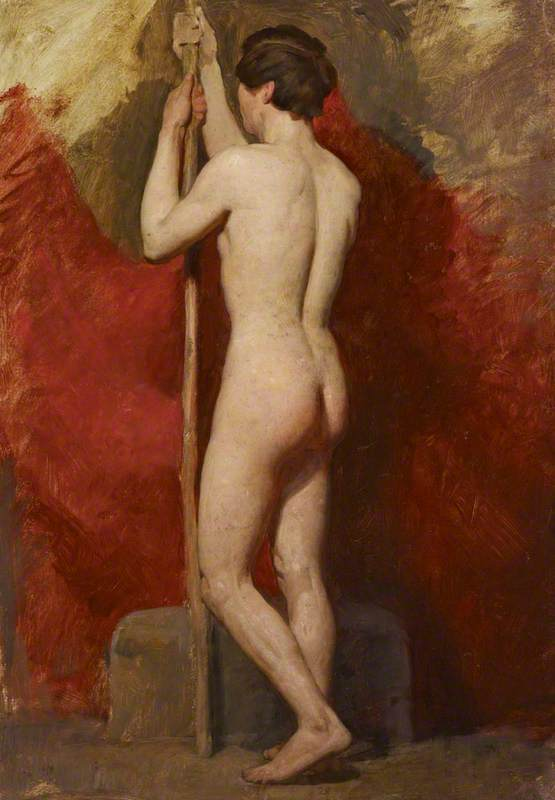
مطالعهٔ یک مرد برهنهٔ ایستاده دههٔ ۱۸۵۰ م. اثر ویلیام مک‌تاگارت
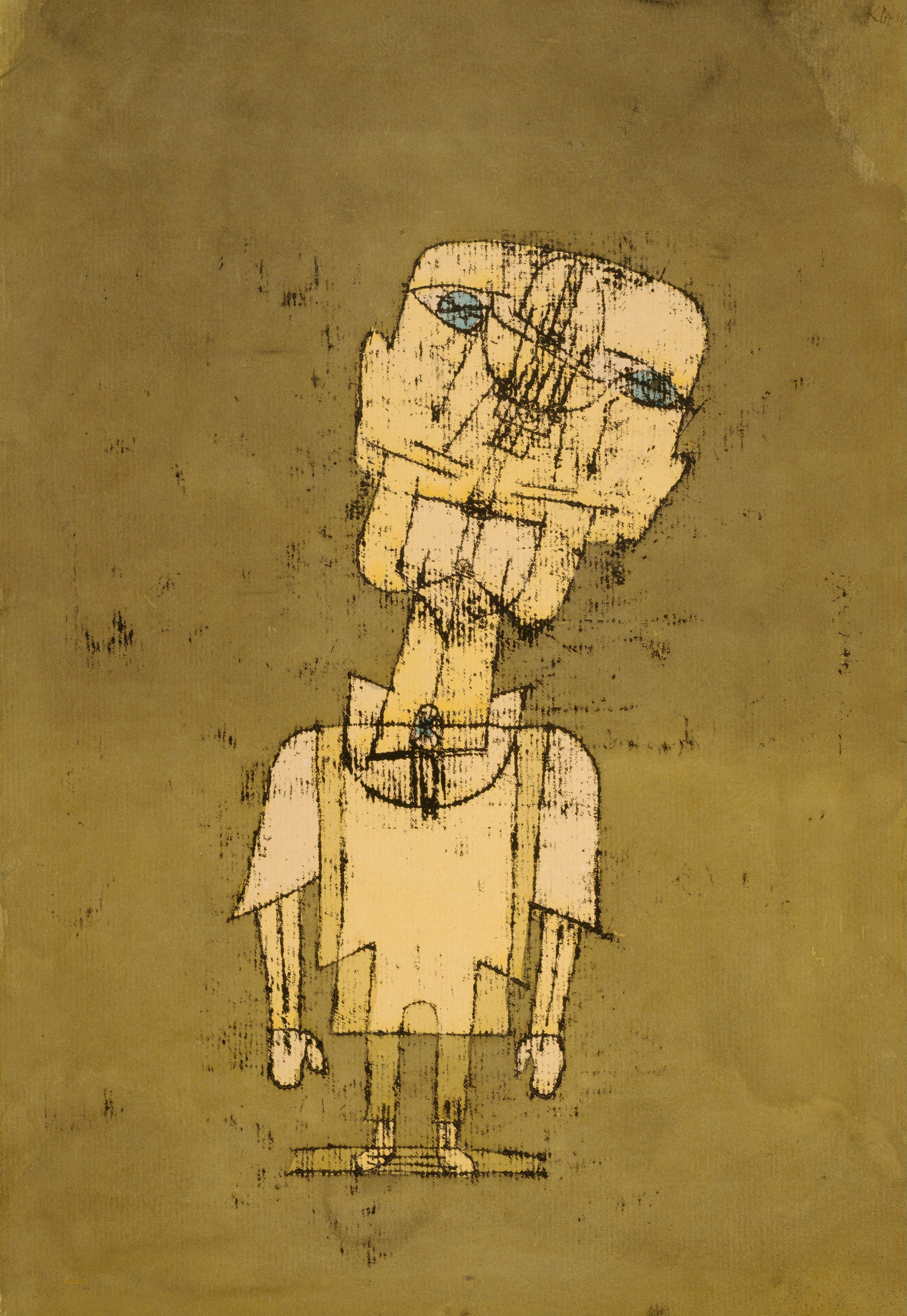
روح یک نابغه
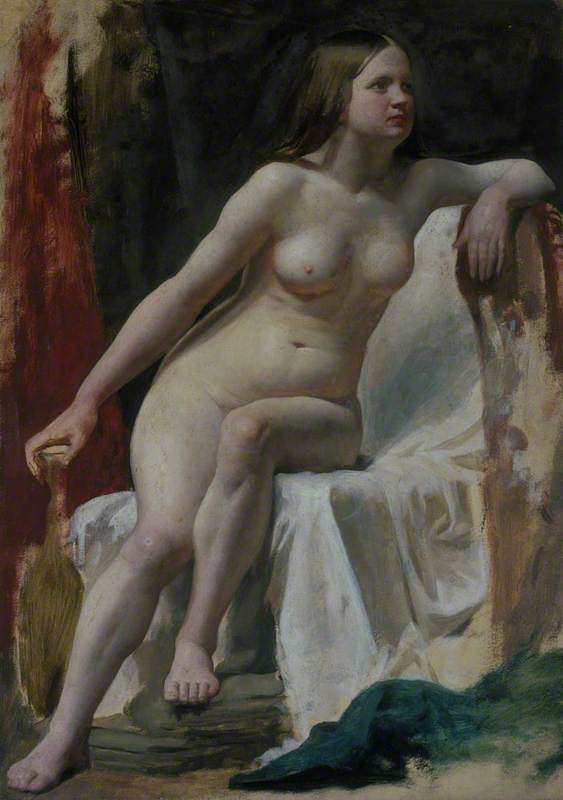
۱۹۲۲ م.
اثر پُل کِلِه